# Clusterzerfall
Der Clusterzerfall (auch Clusteremission, englisch cluster decay) ist ein sehr selten auftretender radioaktiver Zerfallstyp. Dabei wird ein leichter Atomkern emittiert, der schwerer als ein Alpha-Teilchen, aber mit 6 bis 14 Prozent der Masse des Mutterkerns wesentlich leichter als die typischen Spaltfragmente der Kernspaltung ist. Außerdem werden keine Neutronen freigesetzt.
Als emittierte Cluster beobachtet wurden bisher Kerne zwischen Kohlenstoff-14 und Silicium-34. Es handelt sich überwiegend nicht um die jeweils stabilsten Kerne zu ihrer Ordnungszahl, sondern um deren Isotope mit höherem Neutronenüberschuss, entsprechend dem Neutronenüberschuss des Mutterkerns.

## Geschichte
Der Clusterzerfall wurde von Aureliu Săndulescu, Dorin N. Poenaru und Walter Greiner 1980 theoretisch vorhergesagt. H. J. Rose und George Arnold Jones erbrachten 1983 an der University of Oxford den ersten experimentellen Nachweis, der Anfang 1984 in der Zeitschrift Nature veröffentlicht wurde. Sie stellten fest, dass das Radiumisotop Radium-223 (ein Alpha-Strahler mit einer Halbwertszeit von 11,43 Tagen) unter Emission eines Kohlenstoff-14-Atomkerns direkt zu Blei-209 zerfallen kann:
{\displaystyle \mathrm {{}_{\ 88}^{223}Ra\to {}_{\ 82}^{209}Pb+{}_{\ 6}^{14}C} }

## Art und Auftreten
Der Clusterzerfall wurde bisher nur bei einigen alphastrahlenden Radionukliden mit Ordnungszahlen ab 87 (Francium) beobachtet. Aufgrund dieses Auftretens von Cluster- und Alpha-Zerfall beim gleichen Nuklid spricht man bei den betroffenen Nukliden von einem dualen Kernzerfall. Der Clusterzerfall kann kernphysikalisch als stark asymmetrische Kernspaltung verstanden werden.
Der Name „Cluster“ (engl. cluster, etwa „Klumpen“) wurde gewählt, weil das emittierte Teilchen eine „Anhäufung“ von mehr als je zwei Protonen und Neutronen ist.
Die Wahrscheinlichkeit für einen Clusterzerfall ist im Vergleich zum Alpha-Zerfall um den Faktor 109 bis 1016 geringer. Nach bisherigen Beobachtungen haben die emittierten Cluster eine Protonenanzahl zwischen 6 und 14. Die bevorzugt emittierten Cluster sind Kohlenstoff-14, Neon-24 und Magnesium-28.
Die Ausstoßgeschwindigkeit des Clusters liegt zwischen 16000 und 22000 km/s, die Rückstoßgeschwindigkeit des Tochterkern zwischen 1100 und 3600 km/s.
| stattfindender Cluster-Zerfall | Magische Zahl(en) | E (MeV) | {\displaystyle \lg {\frac {T_{1/2}}{\mathrm {s} }}} |
| ------------------------------ | ----------------- | ------- | --------------------------------------------------- |
| 221Fr → 207Tl + 14C            | N=126; N=8        | 31,292  | 14,52                                               |
| 221Ra → 207Pb + 14C            | Z=82; N=8         | 32,395  | 13,39                                               |
| 222Ra → 208Pb + 14C            | Z=82, N=126; N=8  | 33,049  | 11,01                                               |
| 223Ra → 209Pb + 14C            | Z=82; N=8         | 31,828  | 15,20                                               |
| 224Ra → 210Pb + 14C            | Z=82; N=8         | 30,535  | 15,68                                               |
| 226Ra → 212Pb + 14C            | Z=82; N=8         | 28,196  | 21,19                                               |
| 223Ac → 209Bi + 14C            | N=126; N=8        | 33,064  | 12,60                                               |
| 223Ac → 208Pb + 15N            | Z=82, N=126; N=8  | 39,473  | > 14,76                                             |
| 225Ac → 211Bi + 14C            | N=8               | 30,476  | 17,16                                               |
| 226Th → 208Pb + 18O            | Z=82, N=126; Z=8  | 45,726  | > 15,30                                             |
| 228Th → 208Pb + 20O            | Z=82, N=126; Z=8  | 44,722  | 20,72                                               |
| 230Th → 206Hg + 24Ne           | N=126             | 57,761  | 24,61                                               |
| 232Th → 208Hg + 24Ne           | -                 | 54,509  | > 29,20                                             |
| 232Th → 206Hg + 26Ne           | N=126             | 55,964  | > 29,20                                             |
| 231Pa → 208Pb + 23F            | Z=82, N=126       | 51,843  | 26,02                                               |
| 231Pa → 207Tl + 24Ne           | N=126             | 60,410  | 23,23                                               |
| 230U → 208Pb + 22Ne            | Z=82, N=126       | 61,387  | 19,57                                               |
| 232U → 208Pb + 24Ne            | Z=82, N=126       | 62,309  | 21,08                                               |
| 232U → 204Hg + 28Mg            | -                 | 74,318  | > 22,26                                             |
| 233U → 209Pb + 24Ne            | Z=82              | 60,485  | 24,83                                               |
| 233U → 208Pb + 25Ne            | Z=82, N=126       | 60,776  | 24,84                                               |
| 233U → 205Hg + 28Mg            | -                 | 74,225  | > 27,59                                             |
| 234U → 210Pb + 24Ne            | Z=82              | 58,825  | 25,92                                               |
| 234U → 208Pb + 26Ne            | Z=82, N=126       | 59,464  | 25,92                                               |
| 234U → 206Hg + 28Mg            | N=126             | 74,110  | 27,54                                               |
| 235U → 211Pb + 24Ne            | Z=82              | 57,362  | 27,42                                               |
| 235U → 210Pb + 25Ne            | Z=82              | 57,756  | 27,42                                               |
| 235U → 207Hg + 28Mg            | -                 | 72,158  | > 28,10                                             |
| 235U → 206Hg + 29Mg            | N=126             | 72,485  | > 28,09                                             |
| 236U → 212Pb + 24Ne            | Z=82              | 55,944  | > 25,90                                             |
| 236U → 210Pb + 26Ne            | Z=82              | 56,744  | > 25,90                                             |
| 236U → 208Hg + 28Mg            | -                 | 70,564  | 27,58                                               |
| 236U → 206Hg + 30Mg            | N=126             | 72,303  | 27,58                                               |
| 237Np → 207Tl + 30Mg           | N=126             | 74,818  | > 26,93                                             |
| 236Pu → 208Pb + 28Mg           | Z=82, N=126       | 79,669  | 21,67                                               |
| 238Pu → 210Pb + 28Mg           | Z=82              | 75,911  | 25,70                                               |
| 238Pu → 208Pb + 30Mg           | Z=82, N=126       | 76,823  | 25,70                                               |
| 238Pu → 206Hg + 32Si           | N=126             | 76,823  | 25,70                                               |
| 240Pu → 206Hg + 34Si           | N=126; N=20       | 91,191  | 25,27                                               |
| 241Am → 207Tl + 34Si           | N=126; N=20       | 93,927  | > 24,41                                             |
| 242Cm → 208Pb + 34Si           | Z=82, N=126; N=20 | 96,510  | 23,15                                               |

In der Karlsruher Nuklidkarte von 2018 sind 20 Radionuklide aufgeführt, die neben dem dominierenden Alphazerfall auch Clusteremission aufweisen:
- Francium-221,
- Radium-221 bis 224 und 226,
- Actinium-223 und 225,
- Thorium-228 und 230,
- Protactinium-231,
- Uran-230 und 232 bis 236,
- Plutonium-236 und 238 und
- Curium-242.

Bei einigen Radionukliden sind bis zu vier Möglichkeiten des Clusterzerfalls beobachtet worden, beispielsweise drei bei dem in der Natur vorkommenden Uranisotop Uran-234: die Emission eines Neon-24-, eines Neon-26- oder eines Magnesium-28-Kerns.
| Reaktion                                                                        | Verzweigungs- verhältnis (%) | E (MeV) | Cluster      | Geschw. (km/s) | Tochterkern     | Geschw. (km/s) |
| ------------------------------------------------------------------------------- | ---------------------------- | ------- | ------------ | -------------- | --------------- | -------------- |
| {\displaystyle \mathrm {{}_{\ 92}^{234}U\to {}_{\ 82}^{210}Pb+{}_{10}^{24}Ne} } | 0,9·10−9                     | 60,485  | Neon-24      | 020.866        | Blei-210        | 02.390         |
| {\displaystyle \mathrm {{}_{\ 92}^{234}U\to {}_{\ 82}^{208}Pb+{}_{10}^{26}Ne} } | 0,9·10−9                     | 60,776  | Neon-26      | 020.024        | Blei-208        | 02.503         |
| {\displaystyle \mathrm {{}_{\ 92}^{234}U\to {}_{\ 80}^{206}Hg+{}_{12}^{28}Mg} } | 1,4·10−9                     | 74,225  | Magnesium-28 | 021.222        | Quecksilber-206 | 02.884         |
| Zum Vergleich: Alpha-Zerfall                                                    |                              |         |              |                |                 |                |
| {\displaystyle \mathrm {{}_{\ 92}^{234}U\to {}_{\ 90}^{230}Th+\alpha } }        | ≈100                         | 04,859  | Helium-4     | 016.567        | Thorium-230     | 000.264        |

## Experimentell nachgewiesene Clusterzerfälle
Die rechts stehende Tabelle gibt eine Übersicht über experimentell nachgewiesene Clusterzerfälle mit folgenden Angaben:
- der  stattfindende Cluster-Zerfall  mit beteiligten Kernen: Mutterkern → Tochterkern + Cluster ,

- als Protonen- (Z) oder Neutronenzahl (N) der Zerfallsprodukte auftretende  Magische Zahl(en) ,

- die auf Grund des Massendefekts freiwerdende Energie  E  in MeV: {\displaystyle \ \ \ E=(m_{\text{Mutterkern}}-m_{\text{Tochterkern}}-m_{\text{Cluster}})\cdot c^{2}} ,

- dekadischer Logarithmus der fiktiven partiellen Halbwertszeit in Sekunden:  {\displaystyle \lg \mathrm {T} _{1/2}\,/\,{\mathrm {s} ec}} .

| Element | Neutronenzahl | Neutronenzahl | Neutronenzahl | Neutronenzahl | Neutronenzahl | Neutronenzahl | Neutronenzahl | Neutronenzahl | Neutronenzahl  | Neutronenzahl  | Neutronenzahl       | Neutronenzahl       | Neutronenzahl | Neutronenzahl |
| Element | 133           | 134           | 135           | 136           | 137           | 138           | 139           | 140           | 141            | 142            | 143                 | 144                 | 145           | 146           |
| ------- | ------------- | ------------- | ------------- | ------------- | ------------- | ------------- | ------------- | ------------- | -------------- | -------------- | ------------------- | ------------------- | ------------- | ------------- |
| 87Fr    |               | 14C           |               |               |               |               |               |               |                |                |                     |                     |               |               |
| 88Ra    | 14C           | 14C           | 14C           | 14C           |               | 14C           |               |               |                |                |                     |                     |               |               |
| 89Ac    |               | 14C 15N       |               | 14C           |               |               |               |               |                |                |                     |                     |               |               |
| 90Th    |               |               |               | 18O           |               | 20O           |               | 24Ne          |                | 24Ne 26Ne      |                     |                     |               |               |
| 91Pa    |               |               |               |               |               |               |               | 23F 24Ne      |                |                |                     |                     |               |               |
| 92U     |               |               |               |               |               | 22Ne          |               | 24Ne 28Mg     | 24Ne 25Ne 28Mg | 24Ne 26Ne 28Mg | 24Ne 25Ne 28Mg 29Mg | 24Ne 26Ne 28Mg 30Mg |               |               |
| 93Np    |               |               |               |               |               |               |               |               |                |                |                     | 30Mg                |               |               |
| 94Pu    |               |               |               |               |               |               |               |               |                | 28Mg           |                     | 28Mg 30Mg 32Si      |               | 34Si          |
| 95Am    |               |               |               |               |               |               |               |               |                |                |                     |                     |               | 34Si          |
| 96Cm    |               |               |               |               |               |               |               |               |                |                |                     |                     |               | 34Si          |

| Element | Neutronenzahl | Neutronenzahl | Neutronenzahl | Neutronenzahl | Neutronenzahl | Neutronenzahl | Neutronenzahl | Neutronenzahl | Neutronenzahl     | Neutronenzahl     | Neutronenzahl           | Neutronenzahl           | Neutronenzahl | Neutronenzahl |
| Element | 133           | 134           | 135           | 136           | 137           | 138           | 139           | 140           | 141               | 142               | 143                     | 144                     | 145           | 146           |
| ------- | ------------- | ------------- | ------------- | ------------- | ------------- | ------------- | ------------- | ------------- | ----------------- | ----------------- | ----------------------- | ----------------------- | ------------- | ------------- |
| 87Fr    |               | 207Tl         |               |               |               |               |               |               |                   |                   |                         |                         |               |               |
| 88Ra    | 207Pb         | 208Pb         | 209Pb         | 210Pb         |               | 212Pb         |               |               |                   |                   |                         |                         |               |               |
| 89Ac    |               | 209Bi 208Pb   |               | 211Pb         |               |               |               |               |                   |                   |                         |                         |               |               |
| 90Th    |               |               |               | 208Pb         |               | 208Pb         |               | 206Hg         |                   | 208Hg 206Hg       |                         |                         |               |               |
| 91Pa    |               |               |               |               |               |               |               | 208Pb 207Tl   |                   |                   |                         |                         |               |               |
| 92U     |               |               |               |               |               | 208Pb         |               | 208Pb 204Hg   | 209Pb 208Pb 205Hg | 210Pb 208Pb 206Hg | 211Pb 210Pb 207Hg 206Hg | 212Pb 210Pb 208Hg 206Hg |               |               |
| 93Np    |               |               |               |               |               |               |               |               |                   |                   |                         | 207Tl                   |               |               |
| 94Pu    |               |               |               |               |               |               |               |               |                   | 208Pb             |                         | 210Pb 208Pb 206Hg       |               | 206Hg         |
| 95Am    |               |               |               |               |               |               |               |               |                   |                   |                         |                         |               | 207Tl         |
| 96Cm    |               |               |               |               |               |               |               |               |                   |                   |                         |                         |               | 208Pb         |